# Skeet Ulrich
Brian Ray "Skeet" Ulrich (Lynchburg, 20 de janeiro de 1970) é um ator americano, conhecido por interpretar o personagem Billy Loomis no filme Pânico, Jake Green na série televisiva Jericho, e também por interpretar FP Jones na série americana Riverdale.

## Biografia
Ulrich nasceu com o nome de Brian Ray Trout em Lynchburg (Virgínia), mas cresceu em Concord (Carolina do Norte) com sua mãe, Carolyn Elaine Wax, uma publicitária que venceu o prêmio de eventos especiais da Sports Management Group. Seu pai é restaurador, além de ter sido piloto da Nascar e dono do time D. K. Ulrich. O tio de Skeet Ulrich é o piloto da Nascar Nextel Cup Ricky Rudd (irmão de sua mãe), e seu avô materno foi Alvin Ray Rudd, presidente da Al Rudd Auto Parts. O apelido "Skeet" é um diminutivo de "Skeeter", apelido que ganhou de seu técnico em ligas para jovens de beisebol, nos EUA.
Ulrich se formou pela Northwest Cabarrus High School, onde era bolsista por jogar futebol. Após começar a interpretar papéis na University of North Carolina at Wilmington enquanto estudava biologia marítima, ele se mudou para a New York University.
Em 1997, Ulrich se casou com a atriz britânica Georgina Cates, até se divorciar em 2005. O casal teve filhos gêmeos, Jakob Dylan e Naiia Rose, nascidos em março de 2001. 

## Carreira
Iniciou sua carreira fazendo pequenas participações em alguns filmes, como Um Morto Muito Louco e As Tartarugas Ninjas. Depois de participar da companhia teatral Atlantic Theater Company como aprendiz, começou a ganhar papéis mais relevantes, principalmente quando trabalhou com o diretor Stacy Cochran. Participou de alguns filmes, contracenando com Winona Ryder e Neve Campbell, com a segunda ganhou destaque no filme Pânico. Depois, fez variados papéis em vários filmes contracenando com atores como Cuba Gooding Jr. e Keri Russell. Interpretou o personagem Jake Green na série da CBS, Jericho. Recentemente foi o primeiro ator escalado para a série Law & Order: Los Angeles como o detetive Rex Winters. Ainda na primeira temporada, seu personagem é assassinado na frente da esposa e da filha a mando de um traficante. Atualmente está atuando na série de televisão da CW "Riverdale" como "F.P. Jones" pai de "Jughead Jones" interpretado pelo ator "Cole Sprouse". Em Riverdale, seu personagem F.P. comanda uma gangue chamada Serpentes do Sul.

## Prêmios e indicações
| Ano  | Prêmio         | Categoria               | Obra   | Resultado | Ref.  |
| ---- | -------------- | ----------------------- | ------ | --------- | ----- |
| 1997 | Prêmio Saturno | Melhor Ator Coadjuvante | Scream | Indicado  | [ 1 ] |

## Ligações Externas
- Skeet Ulrich no Internet Movie Database
- Skeet Ulrich's Fotolog